# Terremoto del Perù del 2021
Il terremoto del Perù del 2021 si è verificato il 28 novembre alle 05:52:13 ora locale (10:52:13 UTC) con una Mw di 7.5 e una intensità dell'VIII grado. L'epicentro è stato localizzato a 42 km a Nord-Ovest da Barranca, ad una profondità di 112,5 km (109 km secondo altri rilevamenti).

## Danni
Un totale di 2202 persone è rimasto senza casa quando il terremoto ha danneggiato uno considerevole numero di abitazioni. L'Istituto nazionale di protezione civile del Perù ha confermato un decesso e almeno 126 feriti. La morte è stata causata da un infarto. Il 29 novembre è stata confermato un altro decesso, quello di un bambino di 3 anni morto a causa di un albero caduto nella provincia di Condorcanqui, nella regione di Amazonas.
Nel distretto di Valera sono stati colpiti almeno 30 residenti e altre 12 persone sono rimaste senza casa nel distretto di Cajaruro. Nelle province di Alto Amazonas e Chachapoyas, 35 persone hanno subito danni gravi alle proprie abitazioni. L'autostrada Fernando Belaúnde Terry è stata parzialmente sepolta da una frana. Tre persone sono rimaste ferite nel distretto di La Jalca e il 70% delle case, molte costruite con fango e pietra, sono rimaste danneggiate, secondo il sindaco del distretto. Tredici scuole nei dipartimenti di Amazonas, Loreto e Piura hanno subito gravi danni, con muri crollati o crepati e porte e finestre distrutte.

## Tsunami
Il Pacific Tsunami Warning Center ha pubblicato cinque bollettini con i quali ha scongiurato la possibilità di tsunami.

## Eventi
Di seguito, la lista dettagliata delle scosse telluriche registrate dal 14 agosto 2021, escludendo quelle di magnitudo inferiore a 4.5; le scosse più forti (di magnitudo maggiore o uguale a 5.0) sono evidenziate in blu.
| Data locale      | Ora locale (UTC-4) | Magnitudo | Profondità ipocentro | Epicentro  | Epicentro   |
| Data locale      | Ora locale (UTC-4) | Magnitudo | Profondità ipocentro | Latitudine | Longitudine |
| ---------------- | ------------------ | --------- | -------------------- | ---------- | ----------- |
| 28 novembre 2021 | 01:32:30           | 5.1       | 61.6                 | 12.016     | 77.432      |
| 28 novembre 2021 | 05:52:14           | 7.5       | 126.0                | 4.467      | 76.813      |
| 3 dicembre 2021  | 06:38:05           | 4.5       | 13.0                 | 14.179     | 77.025      |
| 6 dicembre 2021  | 01:30:48           | 5.1       | 10.0                 | 2.762      | 77.196      |
| 13 dicembre 2021 | 08:28:45           | 4.5       | 99.0                 | 4.369      | 75.789      |
| 23 dicembre 2021 | 18:02:30           | 4.9       | 10.0                 | 6.451      | 82.125      |
| 24 dicembre 2021 | 17:10:48           | 4.7       | 53.1                 | 9.260      | 79.161      |
| 28 dicembre 2021 | 15:22:21           | 4.6       | 29.4                 | 1.069      | 77.868      |
| 31 dicembre 2021 | 10:35:30           | 4.5       | 158.9                | 8.157      | 74.482      |
| 31 dicembre 2021 | 12:17:58           | 4.5       | 110.4                | 5.566      | 76.184      |
| 7 gennaio 2022   | 05:27:08           | 5.6       | 109.7                | 11.882     | 76.535      |
| 20 gennaio 2022  | 01:32:25           | 4.6       | 21.4                 | 10.209     | 75.494      |
| 22 gennaio 2022  | 02:23:34           | 4.8       | 48.3                 | 14.524     | 75.534      |